# La Cène d'Emmaüs (Velázquez, Dublin)
Pour les articles homonymes, voir La Cène d'Emmaüs.
La Cène d'Emmaüs, aussi connue comme La Mulâtre et Scène de cuisine avec la Cène d'Emmaüs (en espagnol, La cena de Emaús (La mulata) , est un tableau attribué à Diego Vélasquez qui l'aurait peint lors de sa première étape sévillane, avant 1623. La critique n'est pas d'accord sur la date de son exécution : certains  la situent vers 1617-1618, ce qui dans ce cas en ferait une des premières œuvres connues du peintre ; d'autres préfèrent la retarder vers 1620-1622. La toile se trouve depuis 1987 à la National Gallery of Ireland à Dublin, où elle est entrée grâce à un legs d'Alfred Beit.

## Description
Le tableau représente une jeune femme au teint sombre et coiffée de blanc, placée derrière une table de cuisine qui masque à moitié le corps. Avec sa main gauche, elle tient une cruche en céramique vernie posée sur la table au milieu d'autres cruches de faïence et de bronze, d'un mortier avec son pilon, ainsi que d'un ail. Sur la paroi du fond est accroché à un piton un panier en osier d'où sort une serviette blanche. Ces éléments caractéristiques de la peinture d'une nature morte ont conduit à rapprocher ce tableau avec une des « natures mortes » décrites par Antonio Palomino parmi les œuvres de jeunesse de Velasquez.
En 1933, lors d'un nettoyage du tableau, on a découvert en haut à gauche sous une large retouche du fond, une fenêtre à travers laquelle on voit le Christ bénissant le pain et un homme barbu à sa gauche. Il manque un second disciple dont il ne reste qu'une main, car la toile a été retaillée dans cette partie. Ainsi la scène représente la Scène d’Emmaüs selon le récit de Luc, 24, 13-35. La nature morte dans la cuisine s'est donc transformée en « nature morte en présence du divin » ou nature morte inversée, genre mésestimé par les théoriciens à cause de la bassesse de ses sujets dans une œuvre digne du plus grand respect, alors qu'elle donne toute sa dignité à une simple servante, car l'apparition de Jésus ressuscité aux disciples d'Emmaüs est une preuve de sa présence au côté des gens humbles. À ce sujet, Julián Gállego rappelle la célèbre affirmation de sainte Thérèse d'Ávila : « Dieu aussi se mêle des marmites ».
La fenêtre au fond avec la scène sacrée, procédé employé également dans le Christ dans la maison de Marthe et Marie, a fait que l'on a parlé d'un «tableau à l'intérieur du tableau» ou d'un miroir, comme celui qui beaucoup plus tard, sera employé dans Les Ménines, même si le dessin du volet montre, d'une manière plus claire que dans le Christ dans la maison de Marthe et Marie, qu'il s'agit d'une ouverture dans le mur qui fait communiquer la cuisine avec une pièce située derrière elle.

## Histoire
Aureliano Beruete, qui a pu voir le tableau à l'exposition de maîtres espagnols des Grafton Galleries en 1913, où il était exposé, prêté par Otto Beit comme «attribué» à Velázquez, fut le premier à le publier comme original du peintre, en le comparant avec les Deux jeunes à table du Musée Wellington. Plus tard, August Mayer a présenté comme la version originale peinte par Velázquez un autre exemplaire de La mulâtre, alors à la Galería Goudstikker d'Amsterdam (actuellement à l'Institut d'Art de Chicago), reléguant la version de Beit à la condition de copie ou de réplique. Il a été suivi dans ce jugement par quelques autres critiques qui jugeaient cette dernière œuvre comme de meilleure qualité. Après le nettoyage de 1933 qui a découvert la fenêtre du fond, Mayer lui-même a rectifié sa précédente opinion, en admettant aussi l'authenticité de cette version, appréciation partagée de manière quasi unanime par la critique postérieure.

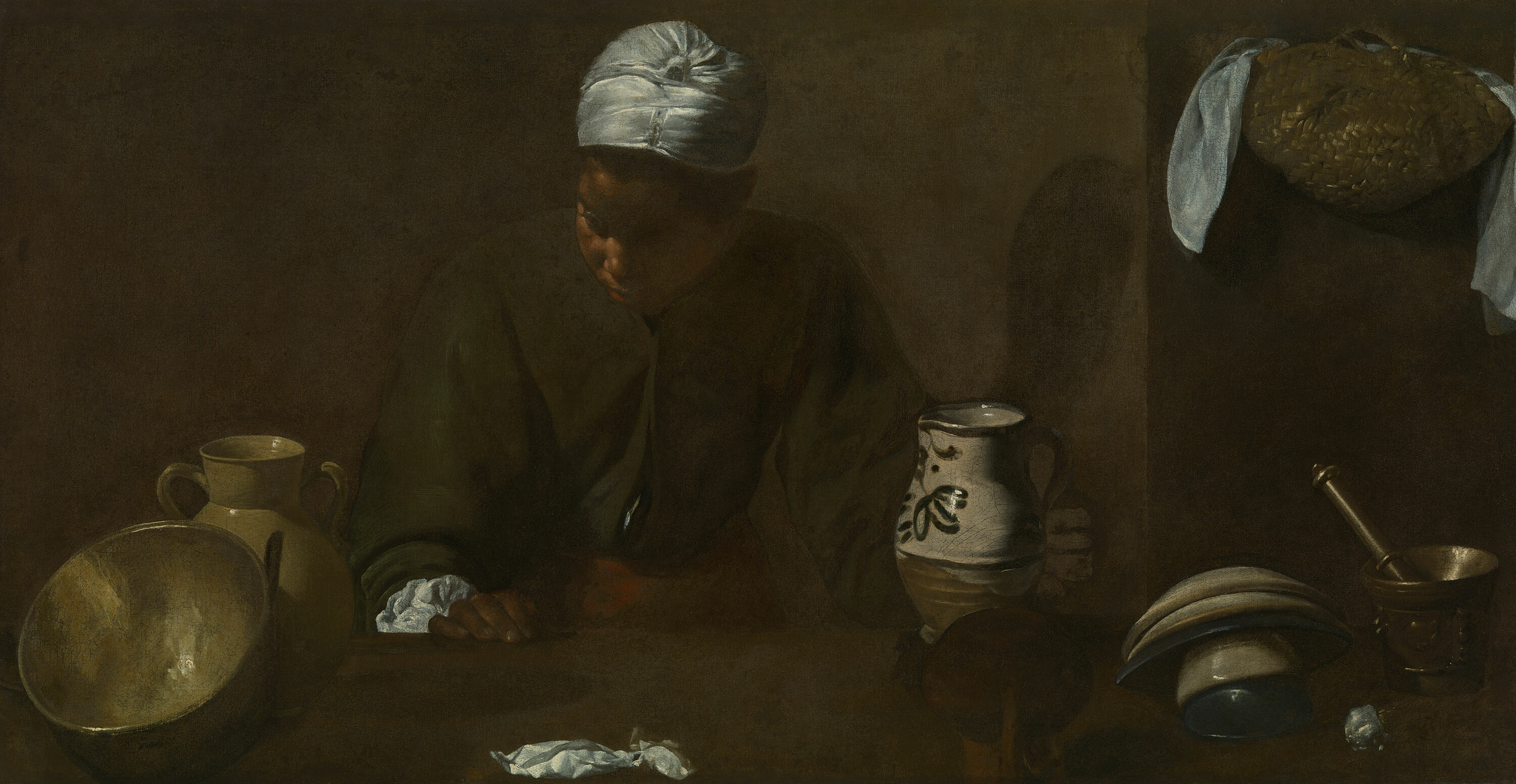
La Mulâtre, de l'Institut d'Art de Chicago

L'absence de données sur le matériau pictural éliminé après le nettoyage de 1933 interdit de savoir à quel moment on a décidé d'effacer la fenêtre avec la Cène d’Emmaüs, inexistante dans la version de Chicago, et si ce fut une décision de Velázquez lui-même, qui aurait pu l'avoir éliminé peu de temps après avoir terminé le tableau, ce qui permettrait d'expliquer l'existence de copies sans cette scène. Mais cependant on ne peut écarter que la fenêtre, avec la sacralisation de la nature morte, fut un ajout postérieur à la conception du tableau et réalisée peut-être par une main étrangère, doute soulevé par López-Rey, qui considérait impossible de vérifier l'authenticité de cette partie du tableau.